# Casa del Marqués de Aguas Claras
La Casa del Marqués de Aguas Claras és un dels edificis de major interès de l'arquitectura barroca del segle xviii de l'Havana. Està situada a la plaça de la Catedral de la capital cubana.

## Història
La seva construcció es va iniciar el 1751 per Sebastián Peñalver Angulo, graduat en lleis i regidor i alcalde ordinari de la ciutat en diversos períodes. El 1775 es va acabar l'obra la qual pertanyia en aquell moment a Antonio Ponce de León, primer marquès de Aguas Clares.
El 1870 la van adquirir els comtes de San Fernando de Peñalver, i a finals del segle, es va establir en ella el col·legi San Isidro Labrador, que dirigia el distingit educador Eufrasio Fernández.
A principis del segle XX s'inaugura allí el restaurant "París" i més tard el palau passa a ser propietat del Banco Industrial que el modifica per a instal·lar oficines. Finalitzada la restauració de 1963, a la planta baixa s'instal·la l'impressionant restaurant "El Patio"; en els alts s'instal·lan estudis, entre d'altres per al pintor cubà Victor Manuel.

## Arquitectura
Aquesta casa, a diferència de la forma general dels habitatges havaners, no té vestíbul i passa directament del portal a la galeria del pati.
La seva façana presenta una arcada inusual composta per quatre arcs de mig punt i un altre carpanell, al mig, l'amplitud del qual permet apreciar el magnífic portal
El pati interior d'aquest habitatge havaner es caracteritza pel seu matís andalús, envoltada d'arcades per facilitar la il·luminació i ventilació a les habitacions. En ell es troba una bella i refrescant font entre la vegetació.
Aquesta residència colonial va ser l'última que es va construir de les quatre grans habitatges que van caracteritzar l'entorn de la Plaça.
L'habitació dels esclaus s'ubicava en una construcció posterior, sobre el terrat.